# 편덕렬
편덕렬(片德烈, 1897년 1월 29일 ~ 1976년 12월 12일)은 대한민국 임시정부 계열에서 독립 운동을 했던 독립 운동가이다.

## 생애
소년의병 출신의 유명한 독립운동가 편강렬의 동생으로, 황해도 연안에서 태어났다. 경성협성실업학교를 졸업했다.
1919년 3·1 운동 이후 중국으로 망명하여 상하이 임시정부 황해도 연백군 조사원에 임명되는 등 임시정부와 연계하여 일했다. 1920년 군자금 모집을 위해 귀국하여 공작을 수행하고 귀환하는 길에 평양에서 3년 간 옥고를 치렀다.
독립운동 공적을 인정받아 1977년 건국포장에 이어 1990년 건국훈장 애국장이 수여되었다. 16세에 의병장으로 시작 독립운동까지 평생을 조국에 바치며 가족과 집을 모두 빼앗기고 일제의 고문으로 불치의 몸이되어 37세에 순국한 편강렬 의사의 동생으로 임시정부와 의성단 활동을 도운 것으로 기록되어 있다.

## 참고 자료
- 편덕렬 : 독립유공자 공훈록 - 국가보훈처